# ألبرت إم. غرينفيلد
ألبرت إم. غرينفيلد (بالإنجليزية: Albert M. Greenfield)‏ هو شخصية أعمال أمريكي، ولد في 4 أغسطس 1887 في كييف في أوكرانيا، وتوفي في 5 يناير 1967 في فيلادلفيا في الولايات المتحدة.